# 495181 Rogerwaters
495181 Rogerwaters è un asteroide della fascia principale. Scoperto nel 2012, presenta un'orbita caratterizzata da un semiasse maggiore pari a 2,6388680 UA e da un'eccentricità di 0,2798165, inclinata di 14,98028° rispetto all'eclittica.